# Reserva Natural Educativa Colonia Benítez
A reserva natural educativa Colónia Benítez é uma área protegida localizada no município de Colónia Benítez, departamento Primero de Mayo, província do Chaco, Argentina. Guarda uma amostra do bioma do Chaco Húmido, que inclui uma floresta de madeira de lei do tipo quebracho (ditos quebrachais) e setores húmidos.
O Instituto Nacional de Tecnologia Agropecuária (INTA) possui a Estação Experimental Agropecuaria Colonia Benítez na mesma localidade. A reserva natural educativa Colónia Benítez corresponde a uma pequena parte dessa Estação.
A reserva compreende dois setores fisicamente separados conhecidos como:
- Clausura Schulz: de 7 ha, no extremo norte do Lote 24, compreendida dentro da Estação Experimental Agropecuária Colónia Benítez, do Instituto Nacional de Tecnologia Agropecuária, INTA.
- Clausura Quebrachal: de 1 ha e encontra-se no Lote 36, dentro da  Estação Experimental Agropecuária, INTA.

O conjunto arborizado protegido foi cuidadosamente estudado por Augusto Schulz, que editou uma listagem contendo as espécies vegetais presentes no lugar. A área protegida possui uma particular significância regional, devida ao reconhecimento popular da obra de Schulz dentro da província do Chaco. Assim, por exemplo, a cidade de Colónia Benítez foi declarada a Capital Botánica do Chaco, e Augusto Schulz foi galardoado com o título de Doutor honoris causa pela Universidade Nacional do Nordeste.

## Recategorização
O decreto n° 2149/90 do 10 de outubro de 1990 designou a estação Colónia Benítez do Instituto Nacional de Tecnologia Agropecuária como reserva natural estrita. Em 11 de setembro de 2002, ela foi recategorizada como reserva natural educativa pelo decreto n° 1798/2002.

## Ecologia
A área protegida tem 10 ha, situa-se na Província do Chaco e guarda um relicto em bom estado de conservação do bioma típico do Chaco Oriental. A área pertence à chamada sub-região de Esteros, Cañadas y Selvas de Ribera, dentro do Distrito Oriental da Província do Chaco. O clima é mesotermal húmido, com escassas chuvas invernais. Por outro lado, as temperaturas do mês mais quente superam os 22 ºC e a média anual é superior aos 18 ºC.

### Unidades fisionômicas
Na área protegida distinguem-se as seguintes unidades fisonômicas:

#### Selva de ribera
A selva de ribera, de 3 ha, encontra-se num antigo albardo (elevações entre lagunas ou e possui uma vegetação de monte alto formada sobre albardons recentes.

#### Monte Fuerte
Um quebrachal de 2 ha, acompanhado por arbustos espinosos, cresce num solo baixo e ligeiramente inundável.

#### Estero
Faz fronteira com o conjunto de floresta de ribera e com relictos de antigos leitos de correntes d'água. Se desenvolve em uma depressão de 2 ha de terreno, em grande medida encharcado e no qual crescem principalmente ciperáceas.

### Flora
As árvores mais importantes do lugar são: o espina coroa, o Francisco Álvarez (da mesma família que a Santa Rita), o Lapacho (Tabebuia) e o Ombu, que aqui encontra-se em seu habitat original.
O sub-bosque é coberto por conjuntos de grandes inflorescencia avermelhada. Também são comuns as orquídeas terrestres.

### Fauna
Neste relicto de floresta nativa encontram-se muitas aves silvestres. Entre estas, a mais frequente é o besourinho-de-bico-vermelho e o japim-soldado, percetíveis por suas variadas e estranhas vocalizações. O tucano-toco ainda visita esta reserva em pequenos grupos.